# HMS Black Prince (1904)
El HMS Black Prince fue un crucero acorazado de la clase Duke of Edinburgh construido para la Marina Real Británica a principios del siglo XX. Estuvo estacionado en el mar Mediterráneo cuando comenzó la Primera Guerra Mundial y participó en la persecución del crucero de batalla alemán SMS Goeben y del crucero ligero SMS Breslau. Después de que los barcos alemanes llegaron a aguas otomanas, el barco fue enviado al Mar Rojo a mediados de agosto para proteger los convoyes de tropas que llegaban de la India británica y buscar barcos mercantes alemanes. Después de capturar dos barcos, el Black Prince fue transferido a la Gran Flota en diciembre de 1914. 
Fue hundido el 1 de junio de 1916 durante la Batalla de Jutlandia tras ser cañoneado por varios acorazados alemanes. No hubo supervivientes de su tripulación de 857 personas.
El pecio está designado como lugar protegido en virtud de la Ley de protección de restos militares de 1986.